# 635
Évszázadok: 6. század – 7. század – 8. század
Évtizedek: 580-as évek – 590-es évek – 600-as évek – 610-es évek – 620-as évek – 630-as évek – 640-es évek – 650-es évek – 660-as évek – 670-es évek – 680-as évek
Évek: 630 – 631 – 632 – 633 –  634 – 635 – 636 – 637 – 638 – 639 – 640

## Események

### Európa
- Kubrat, az avar vazallus onogurok kánja fellázad és Bizánccal köt szövetséget.
- Meghal a piktek királya, III. Gartnait. Utóda öccse, II. Bridei.
- Birinus frank hittérítő megkereszteli Cynegils wessexi királyt és megalapítja a dorchesteri püspökséget.

### Közel-Kelet
- A győztes fahli csata után az arabok nekilátnak Palesztina megszállásának. Februárban megadja magát Tiberias. Amr ibn al-Ász elfoglalja Nábluszt, Haifát, Jaffát és Gázát, míg Surahbíl ibn Haszana Akkót és Türoszt ostromolja. Az előző évben elfoglalt Damaszkuszból kiinduló Jazid ibn Abi Szufjan Szidón, Arka, Büblosz és Bejrút kikötővárosokat szállja meg. Az év végére Jeruzsálem és Kaiszareia kivételével egész Palesztina arab kézre kerül.

### Kína
- A kínaiak legyőzik a Tujühun királyság nomád népét. Puszapo kán elesik a csatában, utódja Kína-barát fia Muzsung Sun lesz, akit azonban hamarosan meggyilkolnak és Taj-cung császár az ő fiát, Muzsung Nuohepót nevezi ki kánnak.
- Jao Szi-lian történetíró befejezi a Liang-dinasztia történetét feldolgozó Liang könyve c. krónikáját.
- Alopen asszír nesztoriánus hittérítő Kínába érkezik, hogy Taj-cung császár engedélyével terjessze a kereszténységet.

## Születések
- Ji-csing, kínai buddhista szerzetes és utazó

## Halálozások
- Tang Kao-cu, a kínai Tang-dinasztia alapítója

## Fordítás
- Ez a szócikk részben vagy egészben  a(z)   635 című angol Wikipédia-szócikk ezen változatának fordításán alapul.  Az eredeti cikk szerkesztőit annak laptörténete sorolja fel. Ez a jelzés csupán a megfogalmazás eredetét és a szerzői jogokat jelzi, nem szolgál a cikkben szereplő információk forrásmegjelöléseként.